# Parque Científico y Tecnológico de Cantabria
El Parque Científico y Tecnológico de Cantabria (PCTCAN) es un parque tecnológico situado en el barrio de Adarzo, en el municipio de Santander, en Cantabria (España). Dispone de una sede asociada en el municipio de Torrelavega.
El PCTCAN empezó siendo un proyecto asociado a un espacio físico que albergaría una actividad predominantemente tecnológica y puntera en la comunidad. Actualmente a través de su Sociedad Gestora compuesta por el Gobierno de Cantabria, las empresas públicas Sicán (Suelo Industrial de Cantabria) y Sodercán (Sociedad para el Desarrollo de Cantabria) y la Universidad de Cantabria (UC), se encarga de mantener relaciones con la UC y empresas de base tecnológica para fomentar la creación de nuevas infraestructuras que hagan crecer el parque y dinamicen la economía regional. 
En 2022 el PCTCAN acogía a 70 empresas –además de cuatro centros de investigación y una universidad— y a 3500 trabajadores, de los que casi 800 desarrollan actividades de I+D. La actividad que se desarrolla en este parque tecnológico genera el 3,51 % del PIB de Cantabria según datos de 2020.
En el parque destacando las sedes de dos de los grandes centros científicos de la Universidad de Cantabria: el Instituto de Hidráulica Ambiental de Cantabria (IH Cantabria) que alberga la instalación singular del Gran Tanque de Ingeniería Marítima y el Instituto de Biomedicina y Biotecnología de Cantabria (IBBTEC). Desde 2014 también se encuentra la Universidad Europea del Atlántico con su Centro de Investigación y Tecnología Industrial de Cantabria. 
Debido a la alta ocupación del parque está en marcha un proceso de ampliación en su zona suroeste.